# Чингизгала
Чингизгала или Чингозгала — башня, расположенная в селении Джар Загатальского района Азербайджана. Башни, производящие своим обликом впечатление незыблемости и устойчивости, являются своего рода отражением сурового быта создавшего их общества. Чингизгала расположена у самой дороги. Прилегающий участок был окружён стенами, сохранившимися только в незначительной своей части. Абрис уцелевших участков стены свидетельствует о том, что здесь имелось небольшое укрепление, а не отдельно стоявшая башня.
Башня является наиболее хорошо сохранившейся частью укрепления. К сожалению, на протяжении XX века башня и прилегающий дом были заселены, что привело к искажению архитектурных особенностей и разрушению некоторых частей.

## Историко-политическая обстановка
Социально-политические условия, присущие джаро-белоканским джамаатам, с имевшими место частыми военными столкновениями, должны были повлиять на создание своеобразной архитектуры, в частности, на выработку различных типов оборонительных сооружений. Здесь, так же как и на других прилегающих территориях Кавказа, можно встретить сочетания жилых домов с боевыми башнями, постройки замкового и крепостного типа и так далее. Подобные сооружения обычно предназначались для обороны одной семьи или рода. Наиболее древние, родовые укрепления могли служить убежищем не только для одного, но и для нескольких родов, что должно было отразиться на размерах.
Разложение джамаатного строя и начало феодализации верхушки общины с выделением привилегированных семейств вызвали строительство укреплённых сооружений нового типа; вначале это, вероятно, были отдельно стоящие башни, вокруг которых затем воздвигались мощные крепостные стены. Дальнейший путь развития приводит к созданию небольшого укреплённого владения.
К сожалению, многие из этих сооружений были разрушены, по всей вероятности, во время войн, особенно в последний период существования общин. В анонимной «Хронике войн Джара в XVIII веке» встречаются многочисленные упоминания о разрушении поселений и крепостей.

## Функция
Башни, производящие своим обликом впечатление незыблемости и устойчивости, являются своего рода отражением сурового быта создавшего их общества. И сейчас эти башни (даже в полуразрушенном виде), неожиданно вырастая в густой зелени лесов, напоминают о временах, когда войны и вооружённые столкновения представляли повседневное явление в быту джаро-белоканцев. Люди, работая на поле, в саду, находясь на пастбищах, были начеку, чтобы всегда успеть запереться в башне и быть готовыми к отражению неприятеля.
Башни обычно строились на возвышенностях с хорошим обзором и с естественными условиями обороны, а также над дорогами, для контроля над последними. К такому типу башен относятся и Чингизгала.

## Описание
Чингизгала расположена у самой дороги. Прилегающий участок был окружён стенами, сохранившимися только в незначительной своей части. Абрис уцелевших участков стены свидетельствует о том, что здесь имелось небольшое укрепление, а не отдельно стоявшая башня. На участке помимо башни и остатков стен имеется и жилой дом, по-видимому, более позднего происхождения. Возможно, что на его месте существовало здание более ранней постройки, разрушенное впоследствии. Других сооружений в непосредственной близости от башни обнаружено не было.

## Архитектурные особенности
Укрепление расположено у развилки дорог. Западный угол наружных стен находится непосредственно на самом разветвлении. Наиболее сохранившаяся северо-западная стена укрепления проходила у края дороги. Вероятно, что в стене имелись бойницы, из которых можно было обстреливать дорогу в обоих направлениях, которая, таким образом, полностью контролировалась владельцем укрепления.
Башня является наиболее хорошо сохранившейся частью укрепления. К сожалению, на протяжении XX века башня и прилегающий дом были заселены, что привело к искажению архитектурных особенностей и разрушению некоторых частей.
Венец башни полностью разобран, остались лишь прочные каменные кронштейны. В башне была установлена новая дверь, в третьем ярусе – проёмы для двух окон.

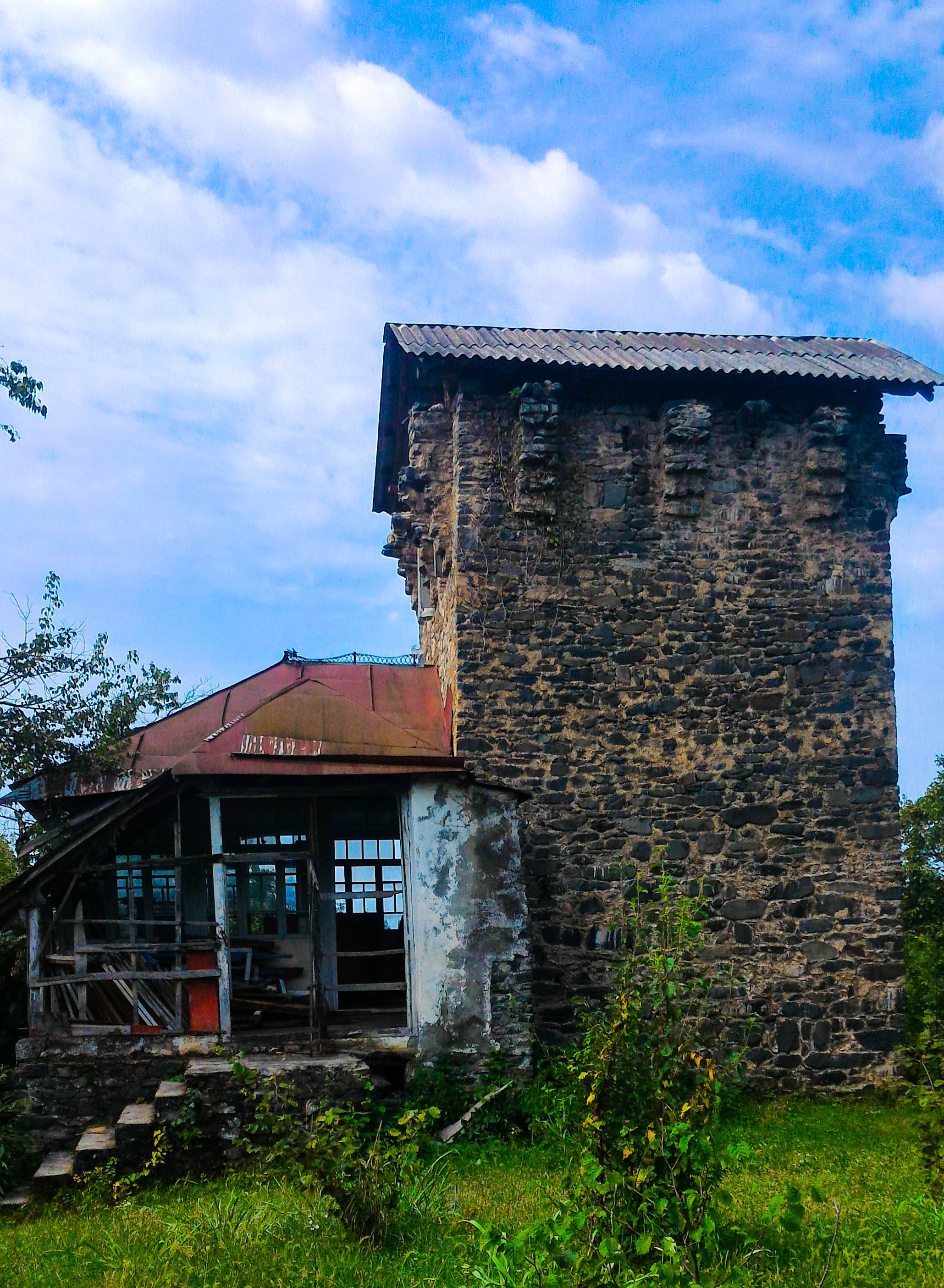

Судя по сохранившейся старой фотографии, башня изначально была пятиэтажной и представляла собой в плане квадрат с наружными размерами, равными в среднем 5.70 х 5.60. Первый этаж башни расположен на высоте 2 м от земли. В северо-западной стене первого этажа имеется вход в башню, в виде низкой (1.0 x 1.6) двери. Вход расположен на высоте 2 метра от земли и недоступен для непрошеных гостей.Правее и выше двери в стене пробита бойница с сильным уклоном вниз, защищая доступ к двери. В этой же стене имеется ещё одна бойница, также повёрнутая в сторону двери и предназначавшаяся для её защиты. В северо-восточной и юго-восточной стенах устроено по две бойницы, повёрнутых в сторону углов сооружения. Западный угол защищён двумя бойницами, одна из которых находится почти в самом углу. Обе последние бойницы направлены вдоль подходящей дороги. Все бойницы этого этажа расположены на высоте около 1.0 м и 1.8 м над отметкой пола.
Во втором этаже бойницы направлены почти перпендикулярно плоскостям фасадов и рассчитаны на защиту подступов к стенам башни. С юго-восточной и северо-западной сторон устроено по три бойницы, а в остальных двух стенах – по две. Бойницы пробиты на высоте 1,30-1,4 м от пола и рассчитаны на ведение огня стоя. В юго-западной стене имелось небольшое окно.
Наибольшее количество бойниц имеется в третьем этаже башни, в северо-восточной и юго-восточной стенах – три бойницы, а в северо-западной – две. Помимо указанных, непосредственно во всех четырёх углах этого этажа, почти на продолжении диагоналей, также устроены бойницы.
Бойницы всех трёх этажей, очевидно, были предназначены для ружейного огня. Сильно расширяясь внутрь башни, они выходят на фасад в виде очень узких, невысоких щелей, едва заметных на фоне неровностей грубой кладки, да и то лишь с небольшого расстояния.
Четвёртый и пятый этажи башни не сохранились до наших времён. Однако имеющаяся фотография и сохранившиеся каменные кронштейны дают возможность почти полностью восстановить вид обоих верхних этажей.
На мощных каменных кронштейнах, по три на каждой стороне башни, были выдвинуты наружу защитные стенки, несколько отстоящие от основных стен самой башни. Получившийся, таким образом, промежуток между основной и выдвинутой стенами давал возможность защитникам башни оборонять основание стен, оставаясь при этом неуязвимыми.
Четвёртый этаж, судя по фотографии, освещался небольшим окном со стрельчатой аркой, находившимся в юго-западной стене. По обеим сторонам окна просматриваются две бойницы.
Самый верхний, пятый этаж башни освещался через перекрытое плоской перемычкой окно в той же юго-западной стене. По обеим сторонам окна были устроены две бойницы. Так же, как и у остальных сооружений этого рода, крыша башни была двускатной.